# 2024
L'any 2024 va ser un any de traspàs començat en dilluns. En el calendari gregorià, és el 2024è any de l'Era comuna o de l'Era cristiana, el 24è any del tercer mil·lenni i el 5è any de la dècada del 2020.

## Esdeveniments
Països Catalans
- 28 d’abril - Barcelona, celebra els 600 anys dels Gegants de la Ciutat de Barcelona, amb una trobada nacional de gegants.
- 20 de setembre i 21 de setembre - Barcelona acull un altre acte del 600 anys de gegants amb una trobada internacional de gegants per les Festes de la Mercè del 2024.
- 8 de setembre - Montserrat fa 1.000 anys de la seva creació.
- 20 d’octubre - Barcelona acull el darrer acte dels 600 anys de gegants, la trobada de gegants centenaris i històrics de Catalunya.
- 29 d'octubre - País Valencià: Un episodi molt greu de gota freda deixa més de 200 morts i immenses destrosses materials.[1]

Resta del món
- 1 de gener - La pel·lícula de Walt Disney Steamboat Willie, com també dos curtmetratges de Mickey Mouse estrenats el 1928, passaran a ser de domini públic als Estats Units.[2]
- 25 de març – eclipsi lunar.
- 8 d'abril – eclipsi solar total (a l'oceà Pacífic, nord de Mèxic, est, sud-oest i centre dels Estats Units, sud-est del Canadà i nord de l'oceà Atlàntic).
- 8 de juliol - Kíiv, Ucraïna: L'hospital infantil Okhmatdit és parcialment destruït després de rebre un atac amb míssils russos de creuer Kh-101.[3]
- 18 de setembre – eclipsi lunar.
- L'organització Mars One espera establir el primer assentament humà al planeta Mart.[4]
- 9 de desembre - bicentenari de la batalla d'Ayacucho.

## Naixements
Països Catalans
Resta del món

## Necrològiques
Categoria principal: Morts el 2024
Països Catalans
- 1r de gener - Camarles: Xefo Guasch, galerista català (n. 1949).
- 2 de gener - Sabadell: Carme Valero Omedes, atleta catalana (n. 1955).[5]
- 3 de gener - Terrassa: Oriol Badia i Tobella, advocat i polític català (n. 1933).[6]
- 5 de gener - Eivissa: Catalina Bufí Juan, música i docent eivissenca impulsora del Conservatori (n. 1940).[7]
- 6 de gener - Annaː Rafael Granero Bellver, futbolista valencià (n. 1945).
- 8 de gener - Barcelona: Ventura Pons, director de cinema, guionista i productor català (n. 1945).[8]
- 11 de gener - Berga: Carles Vergés i Lluís, pintor, dibuixant i gravador català (n. 1941).
- 13 de gener - Alcoi: Juli Mira Moya, actor valencià (n. 1949).[9]
- 14 de gener - Ricardo Alós Bailach, futbolista valencià (n. 1931).
- 17 de gener - 
  - Barcelona: Trini Tinturé, historietista i il·lustradora catalana (n. 1935).[10]
  - Barcelona: Josefina Güell i Saumell, actriu catalana de teatre i cinema.[11]
- 19 de gener
  - Palamós: Ester Xargay Melero, poeta, vídeo-artista i agitadora cultural (n. 1960).[12]
  - Barcelona: Martí Riera Ferrer, dibuixant de còmics català (n. 1955).
- 23 de gener - Barcelona: Juan-Ramón Capella Hernández, catedràtic emèrit de Filosofia del Dret, Moral i Política de la Universitat de Barcelona (n. 1939).
- 26 de gener - Josep Alegre i Vilas, eclesiàstic català que fou abat de Poblet (n. 1940).[13]
- 30 de gener - València: Josep Sorribes i Monrabal, economista urbà valencià (n. 1951).
- 6 de febrer - Barcelonaː Javier Salmerón, esportista català (n. 1966).
- 10 de febrer - Barcelona: Joan Anton Benach i Olivella, crític teatral i periodista cultural català (n. 1936).[14]
- 11 de febrer:
  - Barcelona: Gabriel Ferraté Pascual, enginyer industrial i perit agrícola català (m. 2024).[15]
  - Alacantː Miguel Valor Peidró, polític valencià (n. 1945).
- 12 de febrer - Arenys de Mar: Teresa d'Arenys, narradora i poetessa catalana (n. 1952).
- 15 de febrer
  - Barcelona: Enric Badia Romero, dibuixant de còmic català (n. 1930).[16]
  - Valènciaː María Carmen Más Rubio, advocada i política valenciana (n. 1954).
- 17 de febrer - Madridː Bartolomé Beltrán Pons, metge i difusor cultural mallorquí (n. 1950).
- 18 de febrer - Reial Monestir de Santa Maria de Poblet: Josep Alegre i Vilas, eclesiàstic català i abat de Poblet (n. 1940).
  - Barcelona: Maria Eugènia Aubet i Semmler, arqueòloga catalana (n. 1944).[17]
  - Faura: Fernando González Delgado, locutor, periodista, polític i escriptor valencià (n. 1947).
- 22 de febrer:
  - Joaquim Mallafrè i Gavaldà, traductor i lingüista català (n. 1941).[18]
  - València: Voro López i Verdejo, filòleg blaverista i escriptor valencià (n. 1963).
  - Palma: Jeroni Albertí i Picornell, polític mallorquí (n. 1927).[19]
- 27 de febrer - Albert Borràs i González, físic i meteoròleg català (n. 1975).
- 28 de febrer - Barcelona: Antoni Vives Fierro, pintor català (n. 1940).
- 4 de març - Madrid: Ramon Masats, fotoperiodista català (n. 1931).
- 23 de març - Barcelona: Sílvia Tortosa, actriu catalana[20] (n. 1947).
- 1 d'abril - Aureli Argemí i Roca, teòleg i activista polític català (n. 1936).
- 2 d'abril - Antoni Borrell Pujol, dibuixant de còmic, escultor i ceramista autodidacte català (n. 1927).
- 3 d'abril - Joan Guerrero, fotoperiodista català (n. 1940).[21]
- 9 d'abril - Sant Esteve de Palautordera: Xavier Pujol Gebellí, periodista, biòleg i divulgador científic català (n. 1962).[22]
- 12 d'abril - Barcelonaː Santiago Dexeus i Trias de Bes, ginecòleg català (n. 1935).[23]
- 16 d'abril - Josep M. Terricabras i Nogueras, filòsof i polític català (n. 1946).[24]
- 4 de maig - Carola Miró i Bedós, mestra catalana i Primera Dama de Catalunya entre el 2018 i el 2020 (n. 1965).
- 7 de maig - Joan Rigol i Roig, polític català, president del Parlament de Catalunya (n. 1943).[25]
- 17 de maig - Palmaː Maruja Alfaro i Brenchat, actriu catalana (n. 1930).[26]
- 22 de maig - Barcelonaː Silvia Reyes, activista trans canària (n. 1949).
- 10 de juny - Palmaː Josep Lluís Sureda i Carrión, economista mallorquí (n. 2023).
- 12 de juny - Lloret de Mar: Fermí Reixach, actor de teatre, cinema i televisió català (n. 1946).[27]
- 20 de juny - Barcelona: Diego Orejuela Rodríguez, català d'origen andalús (n. 1962).
- 25 de juny - Ana María Briongos Guadayol, escriptora catalana (n. 1946).
- 8 de juliol - Barcelona: Marta Ferrusola i Lladós, muller del 126è president de la Generalitat de Catalunya, Jordi Pujol (n. 1935).[28]
- 14 de juliol - Teresa San Román Espinosa, antropòloga galaico-catalana (n. 1940).
- 16 de juliol - Marc Boada Ferrer, divulgador científic català (n. 1963).[29]
- 17 de juliol:
  - Alfons Llorenç Gadea, periodista i polític valencià (n. 1951).[30]
  - Llofriuː Rosa Regàs i Pagès, escriptora, traductora i editora catalana (n. 1933).[31]
- 19 de juliol - Calella: Montserrat Candini i Puig, política catalana (n. 1957).
- 23 de juliol - Barcelona: Teresa Gimpera i Flaquer, model i actriu catalana (n. 1936).[32]
- 26 de juliol - Sant Cugat del Vallès: Jordi Font i Rodon, psiquiatre i religiós català (n. 1924).
- 27 de juliol - Gelida: Àlex Susanna i Nadal, escriptor, professor i promotor cultural (n. 1957).
- 5 d'agost - Lleida: Salvador Bordes i Balcells, polític català, paer en cap de Cervera i diputat al Parlament de Catalunya (n. 1949).
- 10 d'agost - Josep Manuel Basáñez i Villaluenga, gestor públic, polític i empresari català (n. 1942).[33]
- 13 d'agost:
  - Bilbao: Miquel Milà i Sagnier, dissenyador industrial i interiorista català (n. 1931).[34]
  - Palma: Guillem Rosselló, filòleg en semítiques i historiador mallorquí, expert en la Mallorca musulmana (n. 1932).
- 19 d'agost - Olot - Maria Branyas Morera, la persona més longeva del món el 2023 (n. 1907).[35]
- 22 d'agost - Josep Antoni Grimalt, filòleg, escriptor i professor mallorquí (m. 1938).[36]
- 1 de setembre - Mollet del Vallès: Àngels Martínez i Castells, professora de política econòmica i activista catalana (n. 1948).[37]
- 6 de setembre - Barcelona: Armand de Fluvià i Escorsa, genealogista i heraldista, pioner de l'activisme pels drets de les persones homosexuals (n. 1931).[38]
- 9 de setembre - Sabadell: Xavier Oriach i Soler, pintor català (n. 1927).[39]
- 13 de setembre - Sitgesː David Jou i Andreu, capità de la marina mercant i historiador català (n. 1924).
- 20 de setembre - Ramon Guillem Alapont, poeta i bibliotecari valencià (n. 1959).[40]
- 29 de setembre - Teresa Amat i Canals, filòloga, escriptora i blogaire catalana (n. 1950).
- 1 d'octubre - Lluís Reales, periodista científic català (n. 1962).
- 6 d'octubre - Sabadellː Benet Ferrer Bolunya, ceramista català (n. 1945).[41]
- 6 de novembre - Sant Sadurdní d'Anoia: Josep Ferrer i Sala, director de Freixenet (n. 1925).
- 18 de novembre: 
  - Caldes d'Estrac: Jordi Bonell i Deià, músic i guitarrista de jazz-rock i jazz fusió català (n. 1958).
  - Barcelonaː Enriqueta Tarrés i Rabassa, soprano catalana (n. 1934).
- 25 de novembre: Pedro Agramunt Font de Mora, polític valencià (n. 1951).
- 9 de desembre - Palmaː Guillem Frontera i Pascual, escriptor i activista cultural mallorquí (n. 1945).[42]
- 14 de desembre:
  - Collbatóː Isak Andic Ermay, empresari, fundador de Mango i el català més ric (n. 1953).[43]
  - Joaquín Ureña Ferrer, artista català (n. 1946).[44]
- 17 de desembre - Joan Uriach i Marsal, empresari català del sector farmacèutic, pare de la Biodramina (n. 1929).[45]
- 30 de desembre:
  - Rosa Fabregat, escriptora catalana (n. 1933).
  - Lola Casademunt, dissenyadora de moda i empresària catalana (n. 1931).

Resta del món
- 1 de gener - James Herbert B (n. 1948).nnan, escriptor irlandès (1940).
- 2 de gener - València: Ángel Castellanos Céspedes, futbolista castellanomanxec (n. 1952).
- 7 de gener - Franz Beckenbauer, futbolista i entrenador alemany (n. 1945).[46]
- 1 de març - Akira Toriyama, mangaka i dissenyador de personatges japonès, autor de Bola de Drac (n. 1955).
- 26 de març - Nova York: Richard Serra, escultor nord-americà (n. 1938).
- 28 de març - Nova York: Marian Zazeela, «artista de la llum», dissenyadora, pintora i música estatunidenca (n. 1940).[47]
- 8 d'abril:
  - Gautegiz-Arteaga: José Antonio Ardanza, lehendakari d'Euskadi entre 1985 i 1999 (n. 1941).
  - Edimburg: Peter Higgs, físic anglès (n. 1929).
- 11 d'abril - Las Vegas: O. J. Simpson, The Juice, jugador de futbol americà (n. 1947).
- 30 d'abril - Nova York: Paul Auster, novel·lista, poeta, guionista i director de cinema estatunidenc (n. 1947).[48]
- 1r de maig - Madrid: Victoria Prego, periodista espanyola (n. 1948).[49]
- 6 de maig - Neuilly-sur-Seine: Bernard Pivot, periodista i escriptor francès (n. 1935).[50]
- 13 de maig - Alice Munro, escriptora, Premi Nobel de Literatura del 2013 (n. 1931).[51]
- 30 de maig - Morón, Algentina: Nora Morales de Cortiñas, psicòloga, militant dels drets humans i cofundadora de Madres de la Plaza de Mayo (n. 1930).[52]
- 1 de juliol - Tiranaː Ismail Kadare, escriptor albanès (n. 1936).[53]
- 6 de juliol - Madrid (Espanya)ː Mirta Díaz-Balart, primera dona de Fidel Castro (n. 1928).[54]
- 13 de juliol - Malibuː Shannen Doherty, actriu i directora estatunidenca (n. 1971).[55]
- 21 de juliol - Ferrol: Julia Uceda Valiente, professora, assagista i poetessa andalusa (n. 1925).
- 30 de juliol - Haret Hreik (Líban): Fuad Shukr, comandant militar d'Hezbol·là (n. 1962).[56]
- 18 d'agost - Douchy-Montcorbon: Alain Delon, actor cinematogràfic francès (n. 1935).[57]
- 6 d'octubre - Heemstede: Johan Neeskens, jugador neerlandès de futbol (n. 1951).
- 7 de novembre - Ana María Lajusticia Saavedra, bioquímica i centenària espanyola (n. 1924).
- 17 de desembre - Madridː Marisa Paredes, actriu espanyola (n. 1946).[58]
- 29 de desembre - 209 Woodland Drive: Jimmy Carter, president dels Estats Units d'Amèrica (1977-1981) (n. 1924).

## 2024 en la ficció
En l'epíleg del denové episodi de la quarta temporada d'Els Simpson, The Front (Q2578618), Homer i Marge assistixen al cinquanté aniversari de la seua graduació de secundària en 1974.